# Kaplica św. Jana Jałmużnika w Bormli
Kaplica świętego Jana Jałmużnika (malt. Il-kappella ta’ San Ġwann t’Għuxa, ang. Chapel of St John the Almsgiver) – rzymskokatolicka kaplica przy Triq San Gwann t’Għuxa w Bormli na Malcie. Położona jest na terenie parafii Niepokalanego Poczęcia Najświętszej Maryi Panny w tejże miejscowości. Kaplica jest jedyną pod tym wezwaniem na Malcie.

## Historia

### Oryginalna kaplica
Jak podaje Alfie Guillaumier w książce „Bliet u Rħula Maltin” (ang. „Malta’s Towns and Villages”) oryginalna kaplica pod wezwaniem św. Jana Jałmużnika stała w sporej odległości od fortyfikacji. Dokładne miejsce nie jest znane, lecz prawdopodobnie leżało ono poza Santa Margherita Lines. Na kaplicy znajdował się herb biskupa Antonio Vulpano, który został biskupem Malty w 1375 (Guillaumier podaje 1373), oraz litery M.A.V. (Monsignore Antonio Vulpano). Pierwotnie należała do parafii Bir Miftuħ, a następnie od 1592 do nowej parafii w Ħal Tarxien.

Kaplica została zburzona w 1678 lub 1680, gdy budowano Cottonera Lines.

### Nowa kaplica
W 1680 lub 1682 (data wyryta poniżej krzyża maltańskiego nad wejściem do świątyni) zburzona kaplica została odbudowana przez Fra Pietru Viany na miejscu zwanym ta’ Għuxa wewnątrz Cottonera Lines.

Podczas II wojny światowej kaplica mocno ucierpiała od bombardowań lotniczych. Po wielu latach nieużytkowania została w 1991 wyremontowana i przekształcona w ośrodek kultury, w którym odbywają się wystawy sztuki, spotkania i inne działania kulturalne.

## Architektura

### Wygląd zewnętrzny

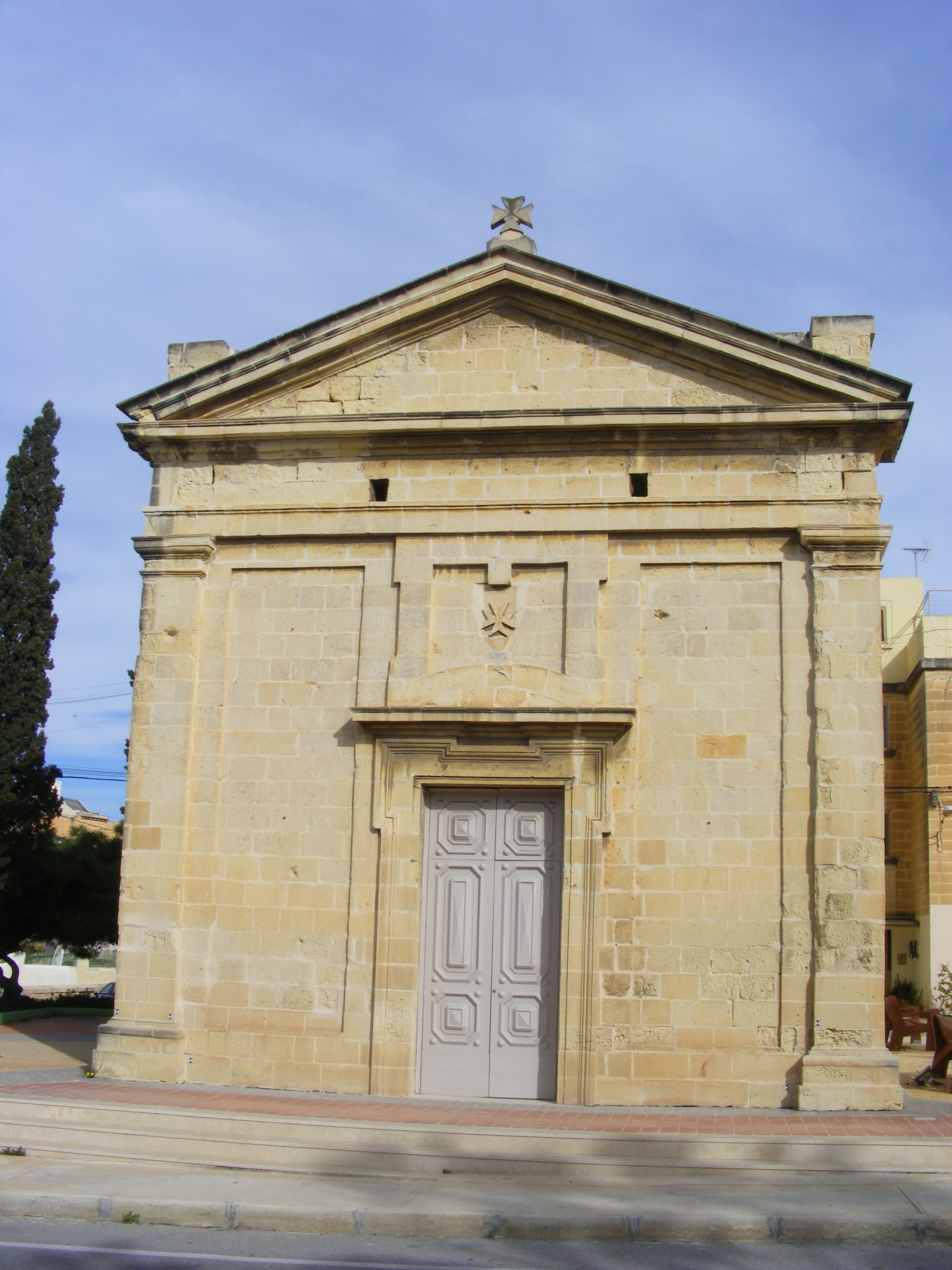
Fasada kaplicy

Kaplica ma prostą fasadę, z dwoma pilastrami ją flankującymi i podtrzymującymi belkowanie, powyżej którego osadzony jest trójkątny naczółek. Na nim znajduje się krzyż maltański, który przypomina o związku tej kaplicy z joannitami. Nad drzwiami prosta rama, a w niej kolejny krzyż joannitów. Pod nim znajduje się wyryta data 1862, która upamiętnia rok budowy tej kaplicy. Kaplica nie ma na fasadzie okien ani dzwonnicy, ale na bocznych elewacjach dwa duże okna z drewnianymi okiennicami, po jednym z każdej strony, oświetlającymi wnętrze kaplicy. Po lewej stronie para kamiennych rur odprowadzających wody opadowe z dachu.

### Wnętrze
Wnętrze kaplicy jest duże i ma kształt prostokąta. Jej sklepienie kolebkowe wsparte jest na półokrągłych łukach. Nad miejscem, gdzie w przeszłości znajdował się ołtarz dziś wisi kopia obrazu pędzla Mattia Pretiego, przedstawiająca patrona kaplicy, św. Jana Jałmużnika w szatach biskupich, dającego jałmużnę ubogim. Oryginał znajduje się w Muzeum Sztuk Pięknych w Valletcie. W górnej części kamiennej ramy okalającej obraz znajduje się rzeźbiona korona i dwie gałązki palmowe. Powyżej obrazu w lunecie absydy kopia drugiego dzieła Mattia Pretiego Bóg Ojciec. Jego oryginał również znajduje się w Valletcie. Po bokach apsydy dwoje drzwi prowadzących do małej zakrystii.

Podobno był w kaplicy również bardzo stary posąg patrona kaplicy, ale nic nie wiadomo o jego losie.

## Ochrona dziedzictwa kulturowego
27 sierpnia 2012 obiekt wpisany został na listę National Inventory of the Cultural Property of the Maltese Islands pod numerem 00659.